# 27539 Elmoutamid
27539 Elmoutamid este o planetă minoră (asteroid), cu un diametru de 2,673 km, din centura de asteroizi. A fost descoperită pe 27 aprilie 2000 la Stația Anderson Mesa de Lowell Observatory Near-Earth-Object Search și a fost numită după Maryame El Moutamid⁠(d). 
Obiectul prezintă o orbită caracterizată de o semiaxă mare de 2,3330979 UAi, o excentricitate de 0,11, o înclinație de 6,76901 ° în raport cu ecliptica.